# Cao Siqi
Cao Siqi (chinesisch 田方然, Pinyin Cao Siqi, Aussprache: [Cao Siqi]; * 17. Januar 1999) ist eine ehemalige chinesische Tennisspielerin.

## Karriere
Cao spielte hauptsächlich Turniere auf der ITF Women’s World Tennis Tour, auf der sie drei Titel im Doppel gewinnen konnte.

## Turniersiege

### Doppel
| Nr. | Datum            | Turnier  | Kategorie   | Belag        | Partnerin      | Finalgegnerinnen             | Ergebnis         |
| --- | ---------------- | -------- | ----------- | ------------ | -------------- | ---------------------------- | ---------------- |
| 1.  | 15. August 2015  | Gimcheon | ITF $10.000 | Hartplatz    | Xun Fangying   | Han Sung-hee Makoto Ninomiya | 7:62, 6:4        |
| 2.  | 23. Februar 2019 | Nanchang | ITF W15     | Sand (Halle) | Zheng Wushuang | Eudice Chong Kim Da-bin      | 7:5, 7:64        |
| 3.  | 9. März 2019     | Nanchang | ITF W15     | Sand         | Guo Meiqi      | Guo Hanyu Tang Qianhui       | 6:4, 4:6, [10:8] |